# 栃木県道103号間々田停車場線

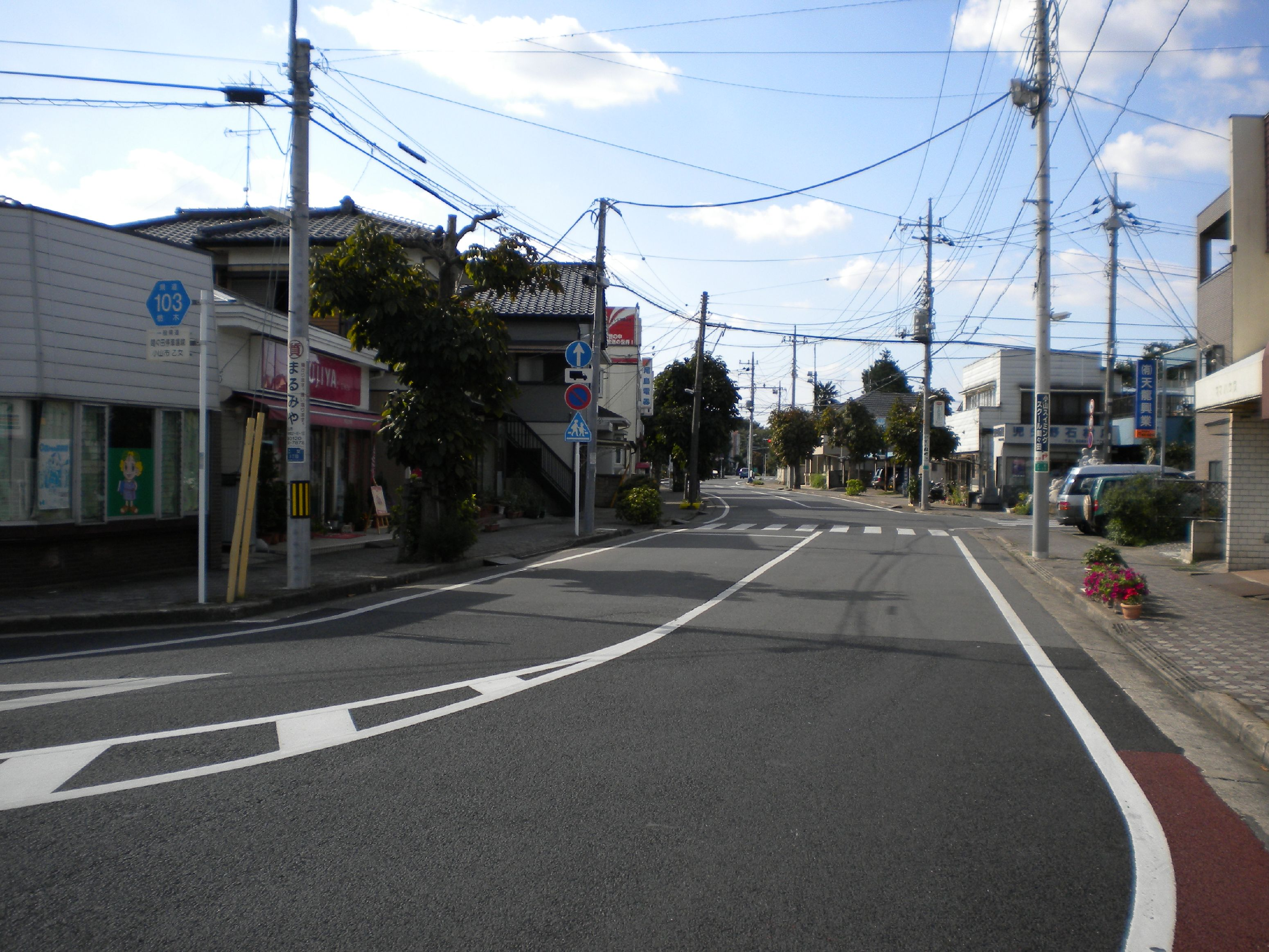
起点付近から終点方向を望む

栃木県道103号間々田停車場線（とちぎけんどう103ごう ままだていしゃじょうせん）は、栃木県小山市に位置する一般県道である。

## 概要
国道4号とJR宇都宮線（東北線） 間々田駅西口を結ぶ道路。付近は小山市乙女地区の住宅街となっており、国道4号沿いに北に離れているかつての間々田町中心部に比べ人口集積度が高い。
西口駅前のバス停からは、小山市コミュニティバス（おーバス）の間々田循環、間々田東循環、生井路線の各線が発着する。

## 路線データ
- 総延長：0.201km[1]
- 実延長：0.201km[1]
- 起点：栃木県小山市乙女3丁目（間々田停車場）
- 終点：栃木県小山市乙女2丁目（間々田駅入口交差点＝国道4号交点）
- 認定：1961年（昭和36年）4月1日

## 通過する自治体
- 栃木県
  - 小山市

## 歴史
- 1961年（昭和36年）4月1日 - 一般県道として認定。

## 交通量
24時間自動車類交通量（台/日）
- 2,678（推定値）

## 沿線施設
間々田駅#駅周辺も参照のこと。
- JR間々田駅
- 栃木銀行間々田支店